# Acalolepta pseudomarmorata
Acalolepta pseudomarmorata là một loài bọ cánh cứng trong họ Cerambycidae.